# PETA (Indonesië)

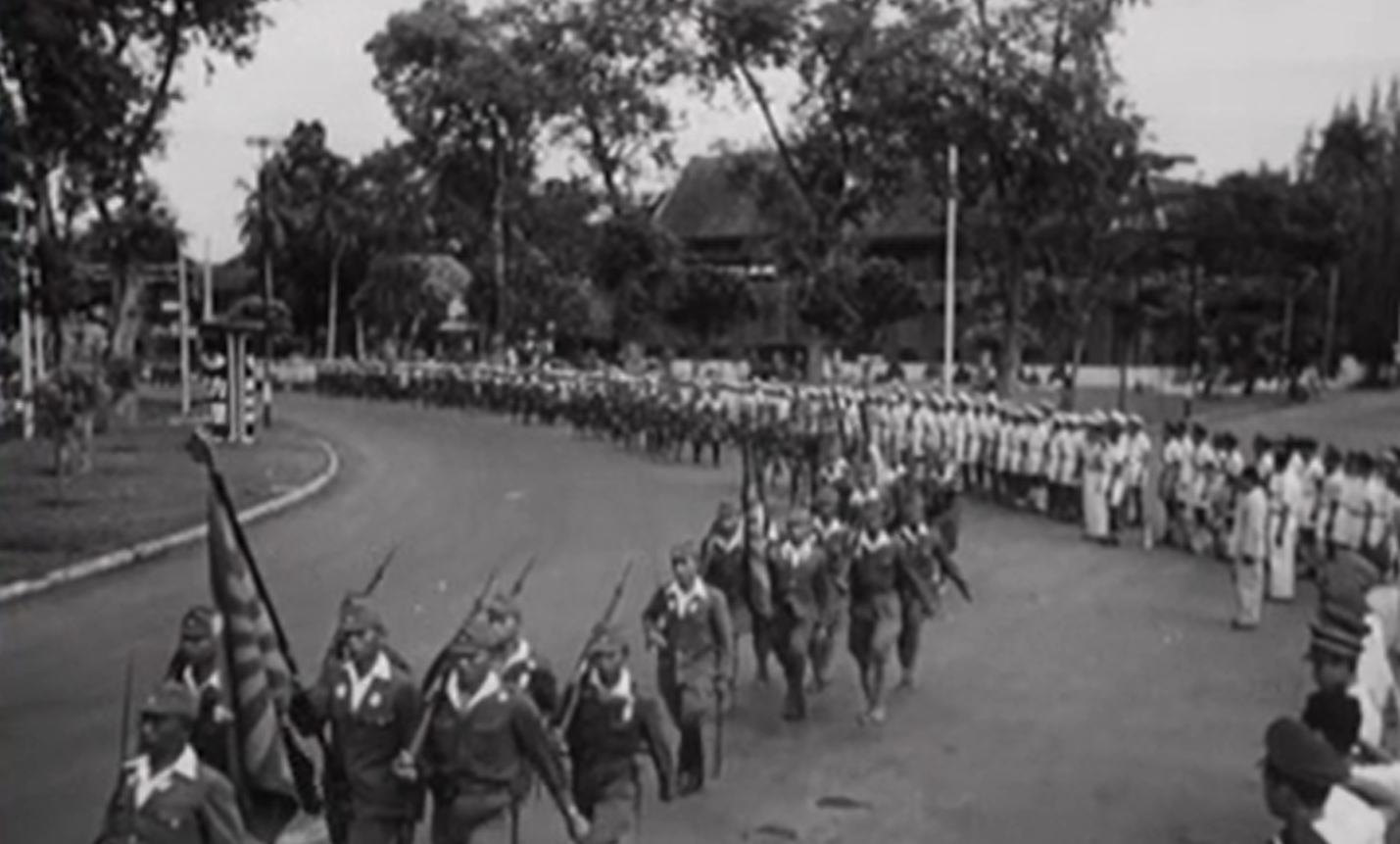
PETA soldaten in 1944

De Tentara Sukarela Pembela Tanah Air of vrijwilligersleger van verdedigers van het vaderland (in het Japans: 郷 土 防衛 義勇軍 kyōdo bōei giyûgun), vaker aangeduid met de afkorting PETA, was een Indonesiche paramilitaire eenheid gevormd door het Japanse Keizerlijke Leger tijdens de Japanse bezetting van Nederlands-Indië.
Op 3 oktober 1943 werd met een verklaring van Osamu Seirei 44, gepubliceerd door de commandant van het Japanse 16e leger, luitenant-generaal Kumakichi Harada, de vorming van PETA aangekondigd als een leger van vrijwilligers. Doel was met deze uitbreiding de aanvallen van de geallieerden het hoofd te kunnen bieden en de Indonesiërs het recht op zelfbeschikking voor te houden.
Hierop kwamen de voorstanders van de vrijheidsgedachte, Soekarno en Hatta, in actie door het mobiliseren van 38.000 rekruten, een macht groter dan het Japanse 16e leger, waardoor het PETA een speciale status verwierf. De Peta-bataljons stonden onder bevel van eigen Indonesische officieren, terwijl Japanse opleiders en adviseurs eraan toegevoegd waren.
Tegen het einde van de oorlog waren er 69 bataljons (daidans) op Java opgericht met een troepenmacht van ongeveer 37.000 man en op Sumatra met een troepenmacht van ongeveer 20.000 man. 

Om te voorkomen dat de PETA-daidans in opstand zouden kunnen komen tegen het Japanse Leger, kregen zij geen militaire theorieën en tactieken onderwezen. Dit mocht niet baten, want de PETA-bataljonscommandant Sodancho Soeprijadi richtte zich tegen het Japanse gezag, toen hij, gelegerd in Blitar (Oost-Java), werd geconfronteerd met de misstanden onder de romusha's. Hij koos in februari 1945 voor een rebellie tegen het Japanse gezag. 

Op 14 februari 1945 werd de PETA op bevel van Soeprijadi ontbonden.
Op 18 augustus 1945, met de aankondiging van de onafhankelijkheid van Indonesië, kondigden de Japanse autoriteiten officieel de opheffing van de PETA aan.